# Ocellé des Açores
Hipparchia azorina
Espèce
Statut de conservation UICN

 LC  : Préoccupation mineure
L'Ocellé des Açores ou Agreste des Açores (Hipparchia azorina) est une espèce de lépidoptères (papillons) de la famille des Nymphalidae, de la sous-famille des Satyrinae et du genre  Hipparchia.

## Dénomination
Il a été nommé Hipparchia azorina par Ferdinand Heinrich Hermann Strecker en 1899.
Synonymes : Satyrus azorinus Strecker, 1899; Hipparchia azorina ; [Otakar Kudrna] .

### Noms vernaculaires
L'Agreste des Açores se nomme Azores Grayling en anglais.

## Sous-espèces ou semi-espèces ou espèces distinctes
- Hipparchia caldeirense Oehmig, 1981 ; l'Agreste d'Oehmig. Présent à Flores.
- Hipparchia miguelensis Le Cerf, 1935 ; l'Agreste de Le Cerf. Présent à Sao Miguel

## Description
L'Agreste des Açores est de couleur marron clair terne, avec une bande submarginale plus claire, deux discrets ocelles aux antérieures dont l'un à l'apex, le tout bordé d'une frange entrecoupée. Le mâle présente une tache androconiale bien visible.
Le revers des antérieures est semblable, les postérieures sont marron foncé coupées d'une ligne blanche sinueuse.

## Biologie

### Période de vol et hivernation
L'Agreste des Açores vole en une génération entre juin et octobre.

### Plantes hôtes
Sa plante hôte est Festuca jubata.

## Écologie et distribution
L'Agreste des Açores est présent uniquement aux Açores.

### Biotope
Il réside dans les pentes herbues.

### Protection
Son statut serait soit vulnérable (VU) soit en danger (EN)

## Philatélie
Le Portugal a émis un timbre à son effigie en 2009